# Lennart Granefelt
Gunnar Sigvard Lennart Granefelt, född 31 oktober 1923 i Hjortsberga, död 23 januari 2009 i Stockholm, var en svensk konstnär.
Granefelt var som konstnär autodidakt och bedrev studier under resor till Italien, Frankrike och Österrike. Hans konst består av skildringar med utgångspunkt från egna barndomsintryck från Småland i en naivistisk stil samt interiörer, sommarmotiv och lekande barn i parker. 